# Pas de Bolan
El pas de Bolan (en urdú: درہ بولان Dharaa Bolan) és un coll de muntanya que creua la serralada de Toba Kakar Range a l'oest de Pakistan durant 120 km, permetent la comunicació amb el veí Afganistan.
Per por que fos ocupat pels russos, els britànics hi van enviar una força de 12.000 soldats que en va agafar el control el febrer del 1839 sota el comandament de sir John Keane, i va arribar a Kandahar, que havia estat abandonada per l'emir afganès. La zona del pas, tradicionalment, va estar a càrrec dels brahuis, una tribu balutxi. El 1879, al final de la Segona Guerra angloafganesa, pel tractat de Gandamak, el pas de Bolan va quedar sota control britànic. Un ferrocarril es va construir al pas, unint Quetta i Kandahar.